# Аркадаг (памятник)
Монумент «Аркадаг» (туркм. Arkadag binasy; «Аркадаг бинасы») — прижизненный конный памятник второму Президенту Туркменистана Гурбангулы Бердымухамедову, установленный на проспекте Багтыярлык в Ашхабаде. Открытие памятника состоялось 25 мая 2015 года. «Аркадаг» с туркменского переводится как «опора» или «покровитель».

## История
В июле 2014 года вице-премьер, глава МИД Туркменистана Рашид Мередов от имени граждан и правительства страны обратился к Президенту Туркменистана с просьбой установить статую главы государства в одном из районов Ашхабада. Гурбангулы Бердымухамедов согласился, при этом отметив, что «желания и чаяния народа священны».
Автор статуи — народный художник Туркменистана, скульптор Сарагт Бабаев.
Постановление «Об открытии в столице Туркменистана городе Ашхабаде монумента «Аркадаг» на основании многочисленных обращений граждан принял Меджлис Туркменистана.
Монумент был торжественно открыт 25 мая 2015 года в Ашхабаде в честь Дня города при участии общественности.

## Описание
Высота монумента — 21 метр, а его мраморного постамента — 15 метров. Шестиметровая статуя выполнена из бронзы и покрыта сусальным золотом в 24 карата. Гурбангулы Бердымухамедов в традиционной туркменской одежде сидит на гарцующем ахалтекинском коне, правая рука воздета, над ней — порхающий голубь, символ мира. Композиция размещена в центре автомобильной круговой развязки по проспекту Багтыярлык. По мению туркменской государственной прессы, памятник символизирует единство туркменского народа со своим национальным лидером.